# Sonate K. 78
Pour les articles homonymes, voir K78.
La sonate K. 78 (L.75) en fa majeur est une œuvre pour clavier du compositeur italien Domenico Scarlatti.

## Présentation
La sonate K. 78, en fa majeur, est notée Allegro. La pièce figure en tant que second mouvement d'une suite titrée « Toccata X », dans le manuscrit de Coimbra, daté probablement de 1720, avec les sonates K. 85, 82 d'abord, puis après la K. 78 (gigue seulement), la K. 94 (menuet). Dans la copie vénitienne de 1742, les pièces ne se suivent pas. Aucune de ces « sonates » n'est de découpe binaire, contrairement à toutes les autres. Le menuet (16 mesures) suit la gigue, plus développée dans Venise. L'œuvre remonte sans doute à la période italienne du compositeur.

## Manuscrits
Le manuscrit principal est le numéro 44 du volume XIV (Ms. 9770) de Venise (1742), copié pour Maria Barbara ; l'autre est Coimbra ms. MM58 no 3 (gigue).

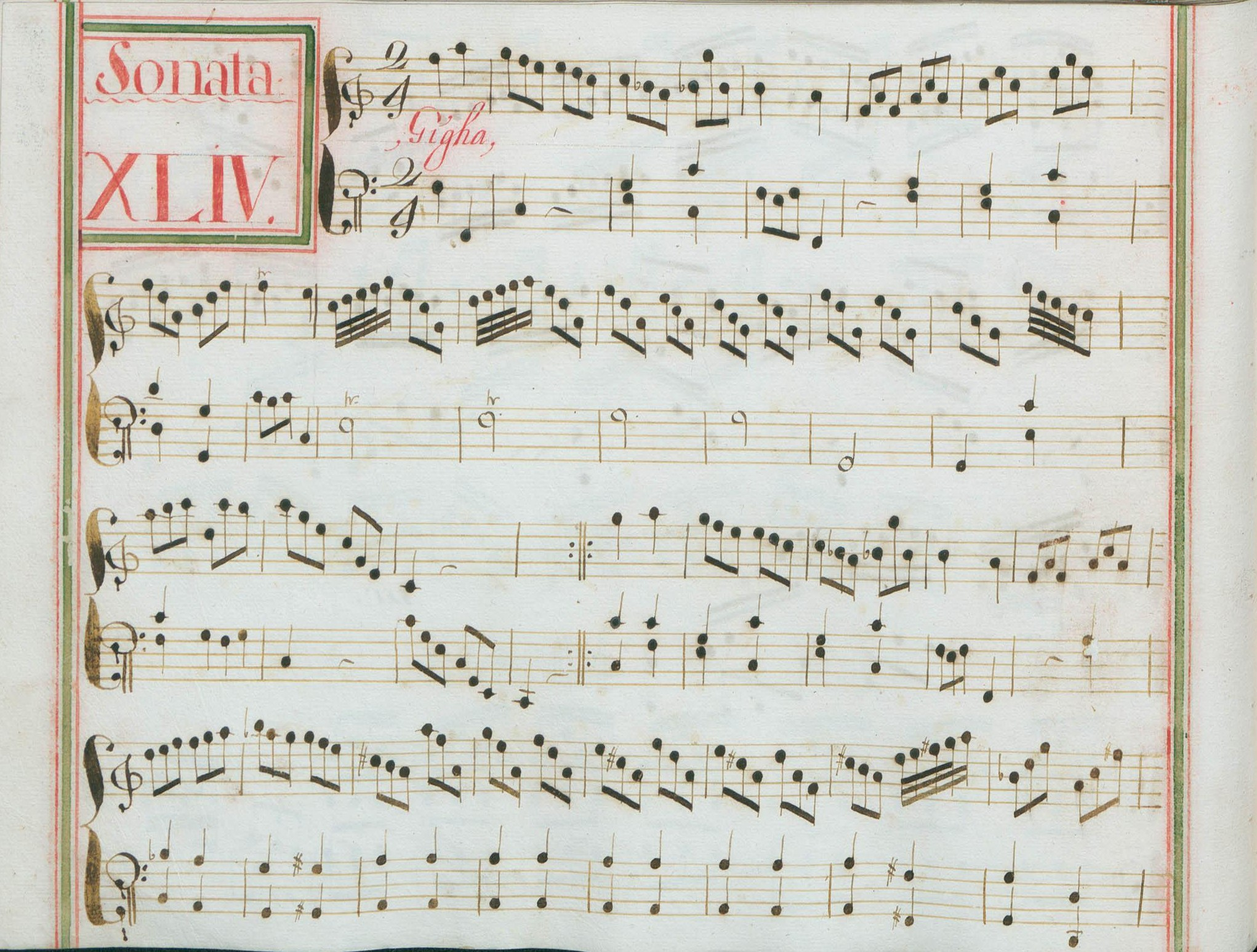
Venise XIV 44, début de la gigue.
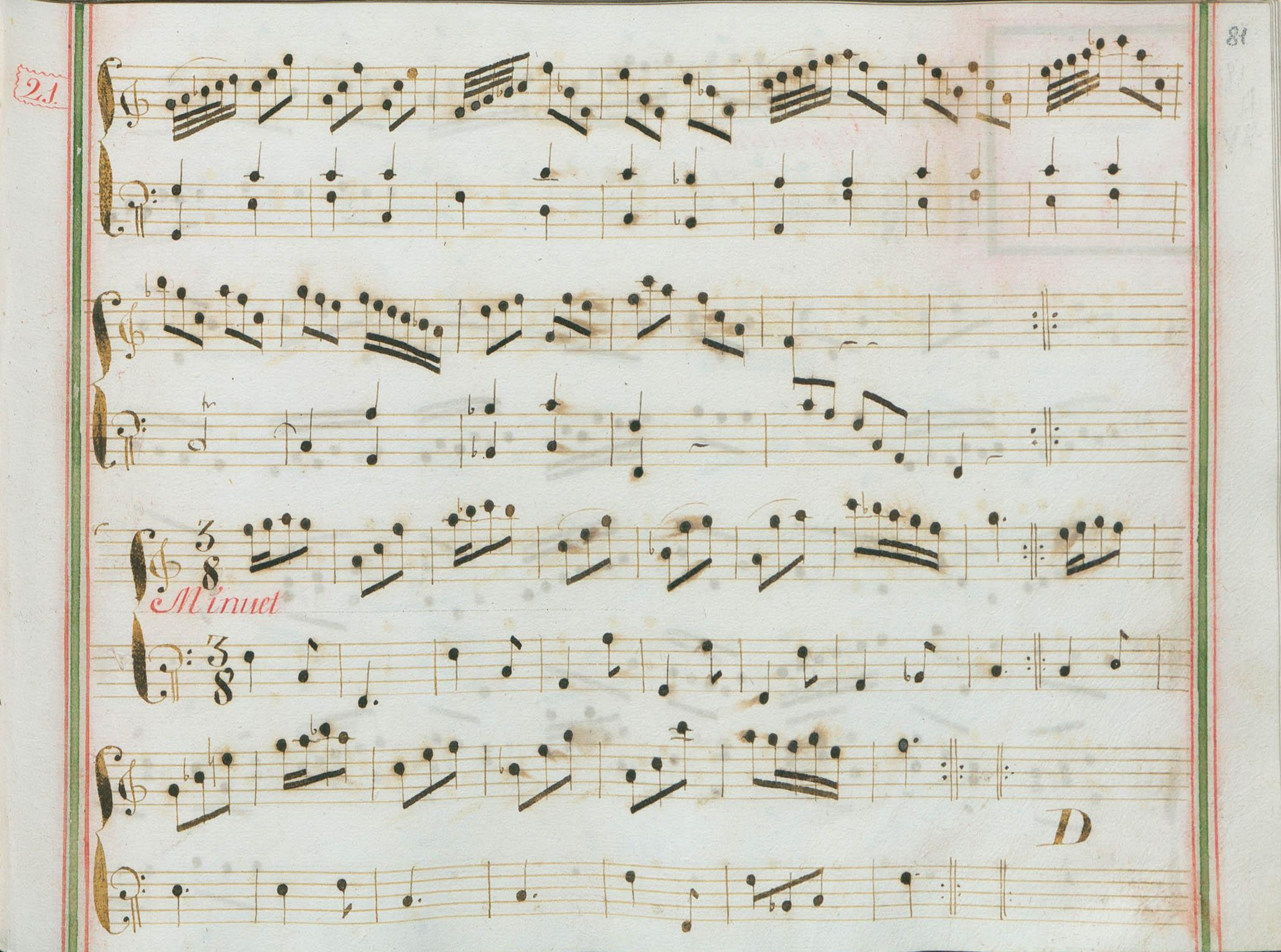
Venise XIV 44, fin de la gigue et menuet.

## Interprètes
La sonate K. 78 est défendue au piano par Soyeon Lee (2017, Naxos, vol. 21) ; au clavecin par Scott Ross (1985, Erato), Pieter-Jan Belder (2001, Brilliant Classics, vol. 2), Luca Guglielmi (2002, Stradivarius), Richard Lester en version trio avec une flûte à bec (2004, Nimbus, vol. 5) et Francesco Cera (2012, Tactus, vol. 3).
Mie Miki la joue à l'accordéon (1997, Challenge Classics/Brilliant Classics). Les ensembles de chambre suivants l'ont enregistrée : Julian Olevsky, violon ; Fernando Valenti, clavecin (1955, Westminster) et Anna Schivazappa, mandoline (2017, Arcana).

## Sources
: document utilisé comme source pour la rédaction de cet article.
- Ralph Kirkpatrick (trad. de l'anglais par Dennis Collins), Domenico Scarlatti, Paris, Lattès, coll. « Musique et Musiciens », 1982 (1re éd. 1953 (en)), 493 p. (ISBN 978-2-7096-0118-4, OCLC 954954205, BNF 34689181).
- Alain de Chambure, « Domenico Scarlatti : Intégrale des sonates — Scott Ross », Erato (2564-62092-2), 1985 (OCLC 891183737) .
- Anna Schivazappa, « Une nouvelle source des sonates K. 17, 53, 68, 101, 106, 112 et 140 de Domenico Scarlatti », Revue de musicologie, Société Française de Musicologie, vol. 103, no 1,‎ 2017, p. 185-202 (JSTOR 48595109).